# Asclepias edentata
Asclepias edentata är en oleanderväxtart som beskrevs av Goyder. Asclepias edentata ingår i släktet sidenörter, och familjen oleanderväxter. Inga underarter finns listade i Catalogue of Life.